# The Knack

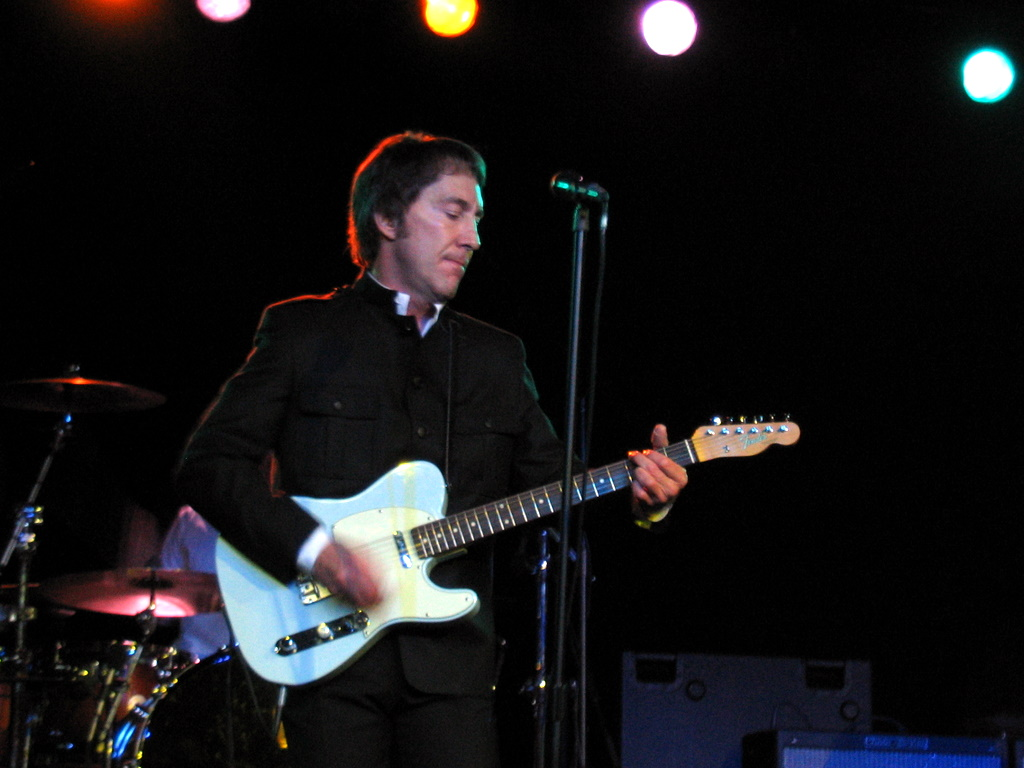
Doug Fieger van The Knack

The Knack is een band die ontstond in Los Angeles. De bezetting was: Doug Fieger (zang, slaggitaar), Berton Averre (sologitaar, zang en toetsen), Prescott Niles (basgitaar, zang) en Bruce Gary (drums). Laatstgenoemde had midden jaren zeventig in de band van Jack Bruce gespeeld. Hun eerste single, "My Sharona", in 1979 was meteen een schot in de roos. Het nummer stond 6 weken op nummer 1 in de Amerikaanse hitlijst en was zelfs de grootste hit van het jaar 1979 in de Verenigde Staten. My Sharona staat op hun debuutalbum, Get the Knack. "My Sharona" werd ook internationaal een hit. Met hun volgende albums en singles wisten ze dat succes niet te evenaren, waardoor de groep uiteenviel.
De punkgroep The Dead Kennedys verwees tijdens een optreden op het Bay Area Music-festival naar "My Sharona" in het nummer "Pull My Strings".
The Knack kwam later weer bij elkaar. In 2001 werden het studioalbum Normal As The Next Guy en de livedvd Live from the Rock N'Roll Funhouse uitgebracht.
Zanger Doug Fieger, een inwoner van Detroit, speelde voordat hij tot The Knack toetrad in een countryrockband die de naam Sky droeg. Zijn broer Geoffrey is advocaat en politicus in Michigan.
Bruce Gary overleed op 22 augustus 2006 op 55-jarige leeftijd, op 14 februari 2010 gevolgd door Doug Fieger. Een paar jaar daarvoor was Fieger geopereerd wegens twee hersentumoren. Deze werden ontdekt nadat hij tijdens een optreden hoofdpijn kreeg en zijn teksten vergat. Later kreeg Fieger ook nog eens longkanker. Hij werd 57 jaar.

## Discografie

### Studioalbums
- Get the Knack (1979)
- ...But The Little Girls Understand (1980)
- Round Trip (1981)
- Serious Fun (1991)
- Zoom (1998)
- Normal As The Next Guy (2001)

### Verzamelalbums
- My Sharona
- Retrospective
- Proof: The Very Best Of The Knack

### Singles
- "My Sharona" (1979) Alarmschijf
- "Oh Tara" (1979)
- "That's What the Little Girls Do" (1979)
- "Frustrated" (1979)
- "Good Girls Don't (But I do)" (1979)

### NPO Radio 2 Top 2000
| Nummer met noteringen in de NPO Radio 2 Top 2000 | '99  | '00 | '01  | '02  | '03  | '04  |
| ------------------------------------------------ | ---- | --- | ---- | ---- | ---- | ---- |
| My Sharona                                       | 1709 | -   | 1744 | 1700 | 1509 | 1918 |

1. ↑  Een '-' betekent dat het nummer niet was genoteerd en een vetgedrukt getal geeft de hoogste notering aan.
2. ↑  Deze tabel is bijgewerkt tot en met de laatste editie (2024).